# Mr. Natural (canção)
"Mr. Natural" é o primeiro single do álbum de mesmo nome dos Bee Gees em 1974, escrito por Barry e Robin Gibb. É também o primeiro a ser produzido pelo produtor Arif Mardin. Mesmo não obtendo o sucesso esperado, essa canção marca a mudança de estilo que os Bee Gees precisaram fazer em decorrência dos fracassos que vinham obtendo desde o ano anterior, abrindo caminho para que o álbum do ano seguinte, Main Course, de 1975, emplacasse com grandes hits, colocando-os novamente ao topo das paradas de sucesso. Conseguiu a 93.ª posição no Billboard Hot 100.